# بگو نرو
«بگو نرو» (انگلیسی: Say Don't Go) ترانه‌ای از خواننده-ترانه‌سرای آمریکایی تیلور سوئیفت است. او این ترانه را با داین وارن در سال ۲۰۱۳ برای پنجمین آلبوم استودیویی خود، ۱۹۸۹ (۲۰۱۴) نوشت، اما آن را از فهرست قطعات نهایی آلبوم خارج کرد. سوئیفت این ترانه را دوباره ضبط کرد و آن را با جک آنتونوف برای ضبط مجدد ۱۹۸۹، تحت عنوان ۱۹۸۹ (نسخه تیلور) (۲۰۲۳) تهیه کرد. «بگو نرو» یک بالاد قدرتمند پاپ راک و نیو ایج است که ساختاری شامل ضرب‌های درام، پیتزیکاتو، آرپژ و الگوهای آوازی دورافتاده دارد. اشعار در مورد یک راوی است که تلاش می‌کند رابطه بی‌ثمر خود را حفظ کند.
منتقدان نقدهای عموماً مثبتی به این ترانه دادند؛ بسیاری از آن‌ها آن را به‌عنوان یک ترانهٔ برجسته در میان قطعات دیگر آلبوم عنوان کردند. بسیاری از ساختار این ترانه تمجید کردند در حالی که برخی ترانه‌سرایی سوئیفت را ستودند. از نظر تجاری، «بگو نرو» در ۲۰۰ آهنگ جهانی بیلبورد به رتبه چهارم و در جدول تک‌آهنگ‌های استرالیا، کانادا، نیوزیلند، فیلیپین، سنگاپور، بریتانیا و ایالات متحده به ده رتبه برتر رسید. سوئیفت آن را در تور دوره‌ها (۲۰۲۳–۲۰۲۴) برای یک نمایش در سائو پائولو به صورت زنده اجرا کرد.